# 郐万增
郐万增（1946年1月—），辽宁瓦房店人，中国人民解放军少将。
毕业于河北大学中文系毕业，后担任第38集团军113师政治部副主任，38军副政治委员。1999年，晋升少将军衔。2001年1月，任山西省军区政治委员，后升任北京军区政治部副主任。